# Оцего (Вісконсин)
Оцего (англ. Otsego) — місто (англ. town) в США, в окрузі Колумбія штату Вісконсин. Населення — 670 осіб (2020).

## Демографія
Згідно з переписом 2010 року, у місті мешкали 693 особи в 288 домогосподарствах у складі 212 родин. Було 305 помешкань
Расовий склад населення:
| - 98,8 % — білих - 0,3 % — корінних американців - 0,1 % — азіатів |

До двох чи більше рас належало 0,0 %. Частка іспаномовних становила 1,6 % від усіх жителів.
За віковим діапазоном населення розподілялося таким чином: 17,7 % — особи молодші 18 років, 70,0 % — особи у віці 18—64 років, 12,3 % — особи у віці 65 років та старші. Медіана віку мешканця становила 47,1 року. На 100 осіб жіночої статі у місті припадало 109,4 чоловіків;  на 100 жінок у віці від 18 років та старших — 111,9 чоловіків також старших 18 років.
Середній дохід на одне домашнє господарство  становив 77 344 долари США (медіана — 59 375), а середній дохід на одну сім'ю — 89 461 долар (медіана — 73 333). Медіана доходів становила 50 288 доларів для чоловіків та 43 750 доларів для жінок. За межею бідності перебувало 5,9 % осіб, у тому числі 2,4 % дітей у віці до 18 років та 0,0 % осіб у віці 65 років та старших.
Цивільне працевлаштоване населення становило 391 особа. Основні галузі зайнятості: виробництво — 20,2 %, роздрібна торгівля — 17,9 %, освіта, охорона здоров'я та соціальна допомога — 15,3 %.